# Entrerriana (1840)
La goleta Entrerriana fue un buque de la Armada Argentina partícipe de las guerras civiles.

## Historia
La goleta mercante Concepción de matrícula de la provincia de Entre Ríos fue requisada por el gobierno de a provincia en 1840 y cedida a la escuadra de la Confederación Argentina. 
Iniciada la Campaña naval de 1841 (Guerra Grande) se incorporó a su armada en marzo de 1841 al mando del teniente José María Cordero y tras ser rearmada fue destinada a tareas de patrulla y logísticas en el Río de la Plata al mando del capitán Nicolás Jorge y del teniente Santiago Maurice, sucesivamente.
El 3 de agosto de 1841 se vio envuelto en el combate de Santa Lucía, pero su actuación no tuvo influencia alguna en el curso de la acción.
Al mando del teniente Mamerto Garay fue destinada a la escuadrilla del río Uruguay, pero el 12 de febrero de 1842 se hundió durante un temporal en las inmediaciones de la isla Martín García. Si bien se perdió el buque, no hubo víctimas y la artillería pudo ser recuperada.